# Yes (låt)
Yes är en låt av den danska duon Ben & Tan som skulle ha representerat Danmark i Eurovision Song Contest 2020. Låten släpptes den 8 mars 2020.

## Eurovision Song Contest
Låten skulle representera Danmark i Eurovision Song Contest 2020, efter att Ben & Tan hade vunnit Dansk Melodi Grand Prix 2020, musiktävlingen som väljer ut Danmarks bidrag till Eurovision Song Contest. Låten skulle ha framförts som startnummer 11 i den andra semifinalen som skulle hållits den 14 maj 2020. Duon han dock aldrig tävla då EBU valde att ställa in tävlingen den 18 mars 2020 på grund av covid-19-pandemin.
Ben & Tan försökte återvända till Dansk Melodi Grand Prix 2021 med låten "Iron Heart", men kom inte med i tävlingen. Låten skickades även in till SVT för Melodifestivalen 2021, men kom inte med där heller.